# Kudaa
Kudaa és un antic grup de tribus àrab d'origen discutit, perquè mentre uns pensen que descendeixen de Maadd altres els fan descendents d'Himyar. Les seves principals divisions són els Juhayna i els Bali. Les tribus que formarien part dels Madaa són:
- Kalb
- Juhayna
- Bali
- Bahra
- Khawlan
- Mahra
- Khusayn
- Djarm
- Banu Udhra
- Balkayn
- Tanukh
- Salih.

Això però és discutit i algunes (especialment els tanukhs, khawlans i mahres) són especialment dubtoses. A l'Àndalus descendents d'aquesta tribu vivien a Còrdova i mai van voler aprendre la llengua dels hispans, parlant sempre en àrab.